# Glypta clypeata
Glypta clypeata là một loài tò vò trong họ Ichneumonidae.